# ショファイユの幼きイエズス修道会
ショファイユの幼きイエズス修道会（仏：Les Sœurs de l'Enfant-Jésus de Chauffailles、略語：EJ）は、カトリック教会の女子修道会。
1859年、レーヌ・アンティエによってフランスのブルゴーニュ地域圏ソーヌ＝エ＝ロワール県ショファイユで創立されて、フランスを中心にカナダ、日本、ドミニカ共和国、チャド共和国、カンボジア王国、ハイチ共和国など世界各国で福祉、教育で活動している。

## 日本での活動
1877年、ベルナール・プティジャン司教の招聘によって4名の修道女が来日し、神戸、京都、大阪、長崎、熊本の各都市を拠点にして、主に女性の教育、孤児や老人、ハンセン病患者の世話に従事してきた。第二次世界大戦、長崎の原爆の戦災で邦人修道女らが犠牲になった。現在、兵庫県宝塚市仁川を拠点に、上記各都市のほか東京、和歌山、久留米、鹿児島県（奄美大島を含む）、沖縄県、さらに海外ではカンボジアのシェムリアップやカンポートに会員を派遣し、女子教育や幼児教育（幼稚園）、福祉などで活躍をしている。

## 沿革
- 1801年：創立者レーヌ・アンティエがフランスの中部オーベルニュ地方のローソンヌ村にて誕生
- 1819年：フランス：ル・プュイの「幼きイエズス教育姉妹会」においてレーヌ・アンティエが着衣・修練期間が始まる
- 1846年：「幼きイエズス教育姉妹会」のショファイユ支部が設立され、レーヌ・アンティエが数名のシスターとショファイユに派遣される
- 1859年：「幼きイエズス教育姉妹会」のショファイユ支部が、教会の要請によりプュイの母院から分離し、「幼きイエズス修道会」として独立し、レーヌ・アンティエが総長に選出される
- 1877年：ベルナール・プティジャン司教の要請に応え、レーヌ・アンティエは４名のフランス人シスターを日本に派遣
- 1884年：川口居留地（現：大阪市西区川口町）にて信愛女学校（後の大阪信愛女学院）が開設　創設者:マリー・ジュスティヌ
- 1900年：熊本静瑰女学校（後の熊本信愛女学院）が創立
- 1908年：大阪信愛高等女学校が開校
- 1912年：カナダ宣教開始
- 1932年：大阪信愛高等女学校が旭区千林町（現在の城東区古市）に移転
- 1944年：大阪信愛高等女学校付属幼稚園開園
- 1947年：大阪信愛女学院中学校開校
- 1948年：学制改革にともない大阪信愛女学院高等学校設置
- 1951年：和歌山女子専門学校附属中学校・附属高等学校、和歌山女子短期大学が「幼きイエズス修道会」に経営移管（後の和歌山信愛女学院）
- 1952年：大阪信愛女学院小学校開設
- 1956年：大阪信愛女学院幼稚園教員養成所開設
- 1959年：大阪信愛女学院短期大学開学
- 1961年：久留米信愛女学院高等学校開校（学校法人久留米信愛女学院設立）
- 1968年：久留米信愛女学院短期大学開学
- 1969年：ドミニカ共和国宣教開始
- 1980年：チャド共和国宣教開始
- 1990年：久留米信愛女学院中学校開校
- 2002年：カンボジア宣教開始
- 2014年：大阪信愛女学院保育園開園
- 2017年：ハイチ共和国宣教開始
- 2019年：和歌山信愛大学開学
- 2022年：大阪信愛学院大学開学

## 教育活動
「いのちを育む信愛教育」に力を注いでいる。
1. キリストの教えに根ざした教育
2. 一人ひとりを大切にする教育
3. 能力の開発目指す教育
4. 自己形成を促す教育
5. 社会貢献への態度を形成する教育

### 教育機関
- 学校法人大阪信愛女学院
- 大阪信愛学院大学　2022年（令和4年）4月に開学
- 大阪信愛学院短期大学
- 大阪信愛学院（保・幼・小・中・高）
- 和歌山信愛大学
- 和歌山信愛短期大学
- 久留米信愛女学院短期大学
- 和歌山信愛中学校・高等学校
- 久留米信愛中学校・高等学校
- 熊本信愛女学院中学校・高等学校

設立母体として関わったもの
- 神戸海星女子学院中学校・高等学校（現在の経営母体はマリアの宣教者フランシスコ修道会）
- 神戸海星女子学院大学（現在の経営母体はマリアの宣教者フランシスコ修道会）

## 福祉活動
- 久留米天使園（久留米市） - 児童養護施設
- 熊本天使園（熊本県合志市） - 児童養護施設
- イエズスの聖心病院（熊本市）
- 薩来園（鹿児島県薩摩川内市） - 障害者支援施設
- めぐみの園（鹿児島県奄美市） - 特別養護老人ホーム

## 逸話
- 大浦天主堂での「隠れキリシタンの発見」（信徒発見）の歴史的瞬間に立ち会ったことで有名なベルナール・プティジャン司教は、ショファイユの幼きイエズス修道会の創立時期の1858年から1859年まで、フランス・ショファイユの修道院付司祭であった。その後も、創立者レーヌ・アンティエと修道会との関わりを持ち続けた。
- 1877年（明治10年）7月9日に、フランスから来たショファイユの幼きイエズス修道会のシスター4人が神戸に上陸した。この日に、遙かイギリスでは、テニスのウィンブルドン選手権の第1回大会が開会した。
- 大阪信愛女子短期大学（現在の大阪信愛学院短期大学）が開学した1959年はショファイユの幼きイエズス修道会の創立100周年であった。